# Csíkosfejű nádiposzáta
A csíkosfejű nádiposzáta (Acrocephalus paludicola) a madarak osztályának verébalakúak (Passeriformes) rendjébe és a nádiposzátafélék (Acrocephalidae) családjába tartozó faj.

## Rendszerezése
A fajt Louis Pierre Vieillot francia ornitológus írta le 1817-ban, a Sylvia nembe Sylvia paludicola néven.

## Előfordulása
Európa keleti és Ázsia nyugati részén  él. Természetes élőhelyei a mocsaras vagy szikes rétek. Telelni Afrika nyugati részére vonul.

### Kárpát-medencei előfordulása
Áprilistól augusztusig tartózkodik Magyarországon, rendszeres fészkelő volt, de 2009 óta nem észleltek költőpárokat.

## Megjelenése
Testhossza 13 centiméter, szárnyfesztávolsága 16–20 centiméter, testtömege pedig 10–14 gramm. Tollazata világosbarna, sötétebb mintázattal. Fején egy sötétbarna csík fut keresztül.

## Életmódja
Ízeltlábúakkal táplálkozik, szöcskéket, böglyöket, poloskákat, lepkéket, szitakötőket és pókokat fogyaszt.

## Szaporodása
Növényi részekből, fűcsomók tövébe készíti el fészkét. Fészekalja 5-6 tojásból áll, melyen 12-13 napig kotlik. Évente kétszer rak fészket.
|  |  |

## Természetvédelmi helyzete
Az elterjedési területe még nagy, de fokozatosan csökken, egyedszáma 32 000 példány alatti és gyorsan csökken. A Természetvédelmi Világszövetség Vörös listáján sebezhető fajként szerepel. Európában veszélyeztetett fajként tartják nyilván. Magyarországon fokozottan védett, természetvédelmi értéke 1 000 000 Ft/egyed.